# San Roque (Espanha)
San Roque é uma cidade espanhola da província de Cádis. As terras da cidade incluem a área da moderna La Línea de la Concepción.
O município de San Roque tem como lema "la ciudad donde reside la de Gibraltar" ("a cidade onde reside [a cidade] de Gibraltar"). Esta situação ocorre devido à tomada de Gibraltar, por parte dos britânicos, em 1704, na sequência da Guerra de Sucessão Espanhola. A população espanhola que vivia em Gibraltar é forçada a sair e encontra abrigo nos arredores em lugares que, outrora, tinham sido ocupados por muçulmanos ainda antes da Reconquista Cristã. Um destes lugares era a atual cidade de San Roque cuja fundação data desse tempo. A deslocação dos habitantes de Gibraltar para San Roque implicou o transporte de todo o arquivo oficial e demais documentação, assim como a parte do património histórico  que ainda se conseguiu transferir de Gibraltar para San Roque. A fundação da cidade de San Roque passou a ser considerada, realmente, a cidade de Gibraltar no exílio e é por isso que o lema da cidade é "la ciudad donde reside la de Gibraltar", quer dizer, “a cidade onde reside (a cidade) de Gibraltar".[carece de fontes?]

## História
As ruínas de Carteia estão localizadas na cidade de San Roque.
1. ↑  «Cifras oficiales de población resultantes de la revisión del Padrón municipal a 1 de enero» (ZIP). www.ine.es (em espanhol). Instituto Nacional de Estatística de Espanha. Consultado em 19 de abril de 2022